# Escalera de caracol

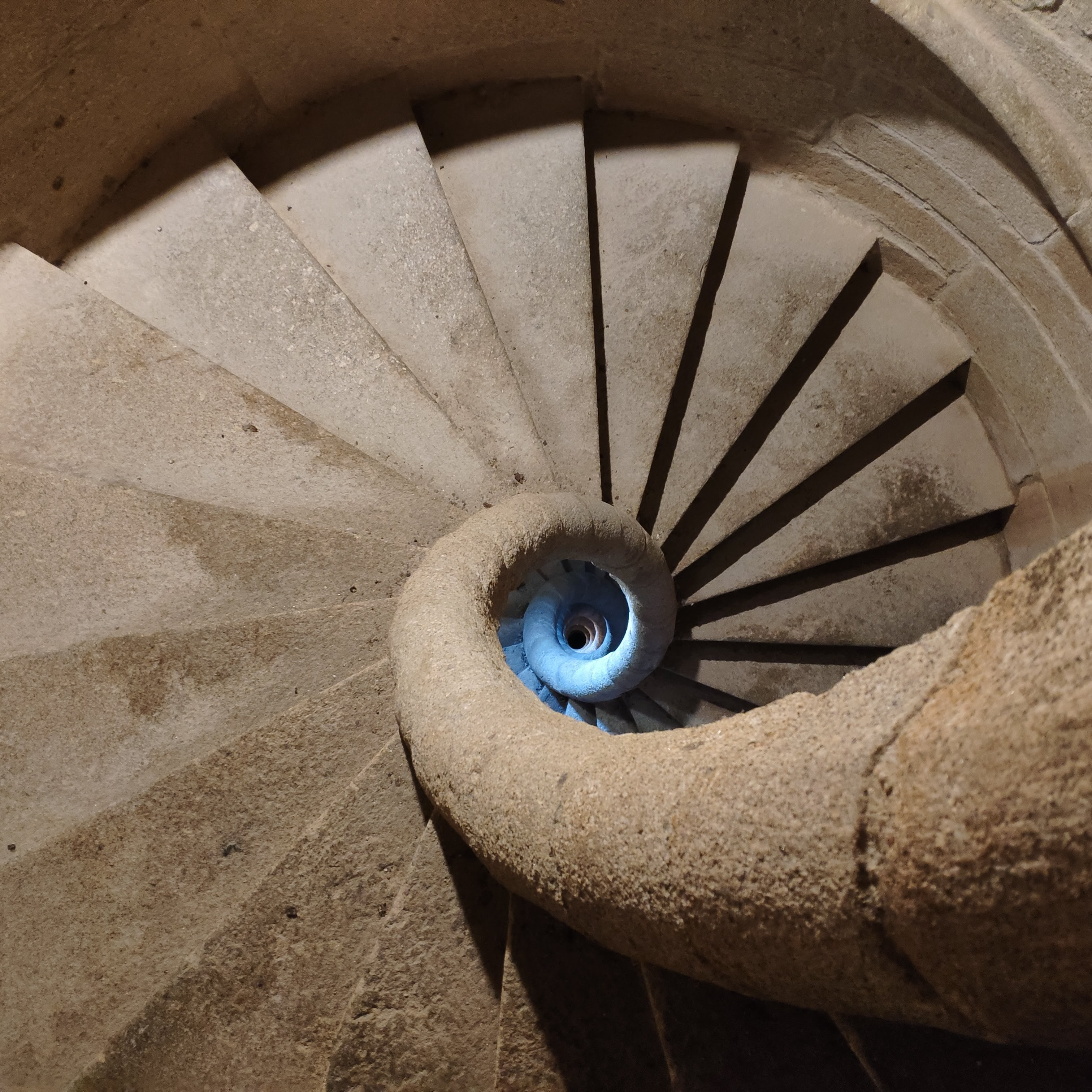
Escalera de caracol del campanario de la Catedral de Coria (provincia de Cáceres, España).

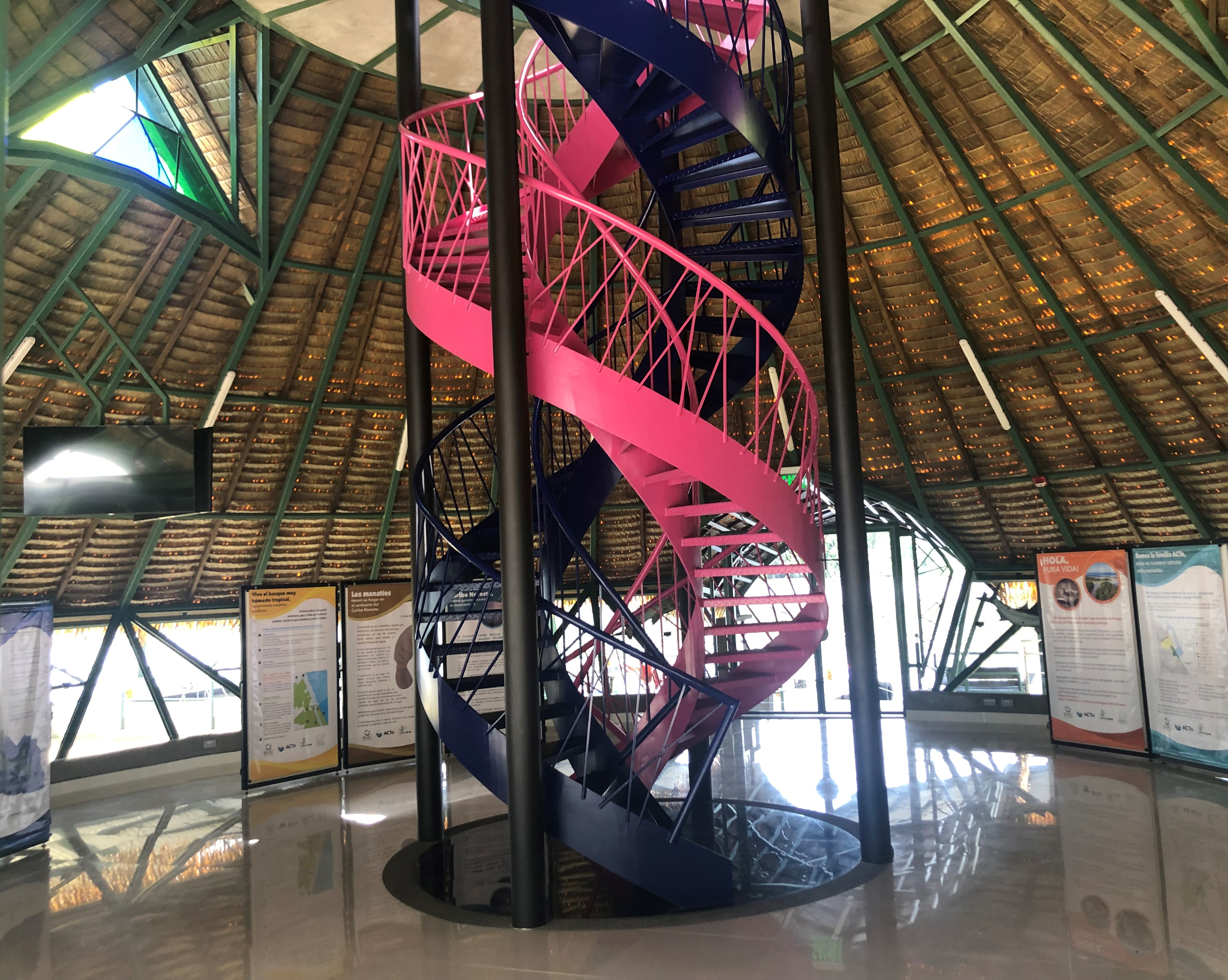
Escalera doble helicoidal en el Centro de Visitantes del Parque nacional Tortuguero.

La escalera de caracol o helicoidal es la que se construye en torno a un poste vertical (alma) que sirve de eje a la hélice que conforma la sucesión de peldaños.

## Características
El diseño de estas escaleras requiere encontrar una solución entre la alzada entre peldaños, la altura de los niveles a vincular y los ángulos de ingreso y egreso a la escalera lo que determina la cantidad de escalones y el ángulo de rotación unitario entre los mismos. Su eje central, cuando lo tiene, se denomina alma.

## Tipos
Se pueden distinguir los siguientes tipos de escaleras:
- Escalera de caracol o de husillo. La de forma espiral seguida y sin descansos.
- Escalera de caracol con alma. La que tiene sus peldaños entregados por un extremo en una zanca espiral que no deja hueco alguno.
- Escalera de caracol de San Gil. La de piedra construida de tal suerte que sus escalones tienen por punto de partida un nabo macizo o hueco sean aquellos monolitos o no.
- Escalera de caracol y de ojo. La que siendo circular por su planta, forma en su centro un hueco circular por medio de un muro que le sirve de alma y sobre el cual se forman los peldaños. Por ejemplo la de Leonardo da Vinci.[2]
- Escalera de ojo (helicoidal) sin alma. No tiene columna central sino un vacío cilíndrico, que tampoco en su circunferencia tiene ninguna estructura de soporte. Por ejemplo la Escalera de Santa Fe
- Escalera doble helicoidal sin alma y auto-soportante. Sin columnas ni estructura adicional que soporte las escaleras, ni en la circunferencia interior ni la exterior. Por ejemplo la Escalera de IBO.[3]

|                                                           |
| Estereotomía de la pieza de escalera.Escalera de Santa Fe |

|                               |
| Escalera de caracol metálica. |

|                                                |
| Vista contrapicada de una escalera de caracol. |

|                               |
| Escalera de caracol exterior. |

|                                                           |
| La escalera en espiral de la Escalera de Santa Fe, Loreto |

|                                                |
| Escalera de doble hélice de Leonardo da Vinci. |